# بوتين (أكلة)
بوتين وتُنطق بالفرنسية الكِبِكية (Quebec French/Français québécois): [put͡sɪn]
(listen)
هي من أشهر الأكـلات الشعبية الكندية تحديداً في مقاطعة كبيك الكندية.
تتكون من البطاطس المقلية، جبنة التشيدر، الصلصة ومرق الدجاج أو لحم البقر، وتُعتبر البوتين أكلة منخفضة التكلفة عالية السعرات الحرارية وذات زيوت نباتية متأكسدة بسبب القلي الذي يثير حول الوجبة كماً من الانتقادات الصحية، وتقدم هذه الوجبة في بعض الولايات الشمالية في الولايات المتحدة أيضاً.

## أصل التسمية
المعجم التاريخي للغة الفرنسية الكندية يسرد 15 معان مختلفة لكلمة في اللغة الفرنسية. و كلمة "Poutine" بالفرنسية تعنى الجميل، ويقال وصفت هذه الأكلة بهذه الكلمة لطعمها الجيد.

## المنشأ
الأكلة نشأت في كيبيك الريفية وكندا في أواخر 1950، مع مرور الوقت انتشرت شعبية الأكلة بشكل كبيـر عبر المقاطعة (وفيما بعد في جميع أنحاء كندا)، وغالبا ما تقدم في المطاعم الصغيرة والحانات،
فضلاً عن كونها أكلة لها شعبية كبيرة في منتجعات التزلج على الجليد بسبب سعراتها الحرارية العالية التي تمد الإنسان بالطاقة في الجو البارد.